# 728
سنة 728 م كانت سنة كبيسة تبدأ يوم الخميس (الرابط يظهر نموذج التقويم الكامل للسنة) من التقويم اليولياني. بدأت تسمية السنة ب728 منذ العصور الوسطى المبكرة، عندما أصبح تقويم أنو دوميني هو الأسلوب السائد في أوروبا لتسمية السنوات.

## مواليد
- زفر بن الهذيل
- ورش
- معمر بن المثنى.

## وفيات
- الفرزدق همام بن غالب التميمي شاعر من أشهر شعراء العرب في العصر الأموي.
- حنين الحيري